# 艾弗·埃瑟林顿
艾弗·马尔科姆·哈顿·埃瑟林顿 FRSE（Ivor Malcolm Haddon Etherington，1908年2月8日—1994年1月1日）是英国数学家，研究方向为广义相对论，遗传学，遗传代数。
艾弗是浸礼会传教士布鲁斯和安妮玛格丽特·埃瑟林顿的儿子，其祖父是到斯里兰卡的浸礼会传教士，而且是印度语语法正规化文本的撰稿人，其母安妮玛格丽特的父亲也为斯里兰卡的政治和农业的头面人物，是个为斯里兰卡作出卓越贡献的大家族，如其叔首创音乐排版，艾弗·埃瑟林顿出生前其父布鲁斯不幸病故，其母带两孩子返回英国，不久艾弗出生。
一生大都在英国爱丁堡大学渡过，兴趣广泛，知识广博，能懂7国外语，包括中文。二战时曾帮过32个纳粹迫害的德国犹太人逃生，其妻为Elizabeth Goulding，有两女儿。
开创遗传代数，如今遗传代数在生物数学越来越显出其重要。